# Acontia bicolora
Acontia bicolora là một loài bướm đêm trong họ Noctuidae.